# Hemipolygona recurvirostra
Hemipolygona recurvirostra is een slakkensoort uit de familie van de Fasciolariidae. De wetenschappelijke naam van de soort is voor het eerst geldig gepubliceerd in 1829 door Schubert & Wagner.